# Thorotrast

Opakowanie i butelka preparatu produkowanego w USA przez Testagar and Company

Thorotrast – zawiesina zawierająca cząsteczki dwutlenku toru, ThO2, używana w przeszłości do diagnostyki radiologicznej. Thorotrast od wprowadzenia do radiologii w 1931 roku był w użyciu do połowy lat 50. lub nawet wczesnych lat 60., przede wszystkim w Danii, Niemczech, Japonii oraz Portugalii. Przez cały ten okres badania z użyciem Thorotrastu zostały wykonane u 2-10 milionów pacjentów. 
Naturalnie występujący izotop toru 232Th jest niestabilny i ulega rozpadowi alfa oraz rozpadowi gamma. Znalazł zastosowanie w radiologii, ponieważ jako środek kontrastujący bardzo pochłaniał promieniowanie i pozwalał uzyskać doskonałe jak na ten czas radiogramy. Thorotrast rzadko powodował ostre oraz podostre działania niepożądane oraz dawał obrazy o bardzo wysokiej jakości i wartości diagnostycznej i przez to miał wyższość nad innymi stosowanymi wówczas środkami kontrastowymi.
Lek stosowano w iniekcji dożylnej oraz dotętniczej jako środek kontrastowy w angiografii tętnic mózgowych oraz obrazowaniu wątroby oraz śledziony. Lek gromadził się w krezkowych węzłach chłonnych, śledzionie, wątrobie. Biologiczny okres półtrwania toru-232 wynosi 400 lat. 
Thorotrast jest karcynogenem i jest związany z 100 krotnie wyższym ryzykiem zachorowania na  przede wszystkim raka przewodów żółciowych, raka wątrobowokomórkowego, naczyniakomięsaka wątroby i śledziony  oraz białaczki szpikowej. Natomiast związek Thorotrastu z nowotworami mózgu jest dyskusyjny. 
Naczyniomięsak wątroby, rzadko występujący w ogólnej populacji, jest specyficznym nowotworem u pacjentów narażonych na Thorotrast.